# Тиррито, Феделе
Феделе Тиррито, наст. имя Маттео Себастьяно Палермо Тиррито (итал. Fedele Tirrito; Matteo Sebastiano Palermo Tirrito; 18 января 1717, Сан-Бьяджо-Платани — 9 августа 1801, Палермо) — итальянский (сицилийский) художник, писатель и священник-проповедник. Работал в стиле позднего барокко.

## Жизнь и творчество
В 1742—1751 учился живописи у художника Оливио Соцци в Палермо. В 1751—1752 жил в Риме и продолжал обучение у Себастьяно Конки и Марко Бенефиала в академии дель Нудо. Автор многочисленных религиозных полотен и алтарных картин, находящихся в церквях его родной сицилийской провинции Агриджент — в частности, в церкви Богоматери в Кастельтермини. Став монахом ордена капуцинов, в 1752—1754 написал 20 полотен для своего ордена.
В 1755 стал проповедником и ежегодно в пасхальную неделю выступал со своими проповедями в различных районах Сицилии. Начиная с этого времени, он всё более занимается духовной деятельностью, а также писательским трудом. Наиболее известным его сочинением, вышедшим в 1788 году, является Dialoghi familiari sopra pittura (Откровенные диалоги о живописи), в котором высказаны критические замечания о положении современного ему искусства и коллегах-художниках. Также является автором ряда драм и комедий, к сожалению, не сохранившихся.
Похоронен в склепе-катакомбах ордена капуцинов в Палермо.